# Xenorhina multisica
Espèce
Synonymes
- Xenobatrachus multisica Blum & Menzies, 1989 "1988"

Statut de conservation UICN

 DD  : Données insuffisantes
Xenorhina multisica est une espèce d'amphibiens de la famille des Microhylidae.

## Répartition
Cette espèce est endémique de l'Ouest de la province indonésienne de Papouasie en Nouvelle-Guinée occidentale. Elle est présente entre 1 800 et 2 080 m d'altitude,.

## Publication originale
- Blum & Menzies, 1989 "1988" : Notes on Xenobatrachus and Xenorhina (Amphibia: Microhylidae) from New Guinea with description of nine new species. Alytes, vol. 7, no 4, p. 125-163.